# Enchentes na Turquia em 2023
As enchentes na Turquia em 2023 foram uma série de enchentes devastadoras que ocorreram majoritariamente nas províncias turcas de Şanlıurfa e Adıyaman, em 15 de março de 2023. As inundações foram causadas por chuvas torrenciais ocorridas apenas um mês após um sismo mortal que atingiu as mesmas regiões.

## Impacto
Pelo menos 18 pessoas morreram nas enchentes; 16 em Şanlıurfa e dois em Adıyaman. Entre os mortos está uma criança de um ano. Vários outros estavam desaparecidos. Uma casa em Tutancâmon, onde viviam os sobreviventes do sismo, foi arrastada, matando duas pessoas, e outras quatro foram dadas como desaparecidas. Em Sanliurfa, cinco cidadãos sírios foram encontrados mortos dentro de um apartamento subterrâneo inundado, enquanto outros dois corpos foram retirados de uma van presa em uma passagem subterrânea. Além disso, quatro pessoas morreram e dois bombeiros foram dados como desaparecidos.
As inundações causaram grandes danos e várias pessoas foram evacuadas de um acampamento encharcado onde os sobreviventes do sismo estavam abrigados em tendas. Em Şanlıurfa, a unidade de terapia intensiva do Hospital de Treinamento e Pesquisa Eyyübiye foi inundada, forçando a evacuação de 25 pacientes. Enchentes afetaram o tráfego; uma passagem subterrânea no distrito de Haliliye foi inundada e prendeu muitas pessoas em veículos. Quase 2 000 casas e escritórios foram danificados na província.
As enchentes aumentaram a miséria de milhares de pessoas que já tinham ficado desabrigadas e deslocadas pelo sismo que atingiu as mesmas regiões em 6 de fevereiro de 2023. O sismo resultou na morte de mais de 52 000 pessoas, com mais de 200 000 edifícios desabando ou ficando severamente danificados.

## Operações de resgate
A agência turca de gerenciamento de desastres informou que mais de uma dúzia de mergulhadores profissionais estiveram envolvidos nos esforços de resgate em cada uma das duas províncias. Bombeiros resgataram ocupantes de veículos presos em uma passagem subterrânea no distrito de Haliliye.

## Respostas
O governo turco prometeu prestar assistência às pessoas afetadas pelas inundações e instou os cidadãos a permanecerem vigilantes e tomarem as precauções necessárias durante as severas condições climáticas em curso.
O vice-presidente do Partido Republicano do Povo, Ali Öztunç, criticou o Partido da Justiça e Desenvolvimento, chamando-o de incompetente e desinteressado em ajudar os afetados.
Em 15 de março, a Direção Geral de Meteorologia disse que a chuva era esperada na área afetada pelo sismo nos próximos cinco dias..